# Cillium
Cillium – diecezja historyczna w Cesarstwie rzymskim w prowincji Byzacena, współcześnie w Tunezji. Obecnie katolickie biskupstwo tytularne.

## Biskupi tytularni
| Lp. | Biskup                         | Funkcja | Od              | Do                  |
| --- | ------------------------------ | --- | --------------- | ------------------- |
| 1   | Boļeslavs Sloskāns             | administrator apostolski Mińska i Mohylewa wizytator apostolski dla katolików białoruskich w Europie Zachodniej | 5 maja 1926     | 17 kwietnia 1981    |
| 2   | Louis DeSimone                 | biskup pomocniczy Filadelfii (USA)                                                                              | 27 czerwca 1981 | 5 października 2018 |
|     | Franciszek Ślusarczyk          | biskup pomocniczy krakowski nominat                                                                             | 3 grudnia 2018  | 12 grudnia 2018     |
| 3   | Carlos Enrique Samaniego López | biskup pomocniczy miasta Meksyk                                                                                 | 16 lutego 2019  |                     |